# I Shall Be Released
I Shall Be Released – piosenka skomponowana przez Boba Dylana w roku 1967, nagrana przez niego we wrześniu 1971 r. i wydana na albumie Bob Dylan’s Greatest Hits Vol. II w listopadzie 1971 r.

## Historia i charakter utworu
Piosenka ta została nagrana na 12 sesji do albumu New Morning, a właściwie na sesjach postalbumowych w Columbia Studio B w Nowym Jorku. Na album Greatest Hits trafiła ostatnia z czterech prób jej nagrania. Oprócz niej Dylan nagrał jeszcze: „Only a Hobo” (5 prób) „You Ain’t Goin’ Nowhere” (6 prób) i „Down in the Flood” (2 próby). Poza „Only a Hobo” na ten album trafiły pozostałe utwory z sesji: „You Ain’t Going Nowhere” (wersja 6) i „Down in the Flood” (wersja druga). Producentem sesji był sam Bob Dylan.
Ta jedna z najpopularniejszych kompozycji Dylana została po raz pierwszy nagrana w domowym studiu w suterenie domu grupy The Band w Woodstock w 1967 r. Wokalistą był śpiewający falsetem Richard Manuel.
Wersja Dylana ma bardziej domowe brzmienie i jest bardziej surowa muzycznie; została nagrana tylko w duecie z Happym Traumem.
Piosenka ta jest alegorią. Jej treścią jest właściwie marzenie senne bohatera-więźnia, który śni o uwolnieniu – przez łaskę, amnestię lub nawet ucieczkę.
Od momentu koncertowego debiutu akustycznej wersji piosenki zaśpiewanej z Joan Baez w czasie pierwszej tury Rolling Thunder Revue w 1975 r., kompozycja ta właściwie była stale w jego aktywnym repertuarze, jednak z przerwą w latach 1978–1984. Dylan nie zawahał się nawet przez zmianą jej słów, gdy wykonywał ją z okazji celebracji urodzin Martina Luthera Kinga Jr. w Waszyngtonie 20 stycznia 1986 r. Zmienił słowa na związane bardziej z walką o prawa obywatelskie.

## Muzycy
sesja dwunasta
- Bob Dylan – pianino, gitara, harmonijka, śpiew
- Happy Traum – gitara, bandżo, gitara basowa, śpiew towarzyszący

## Dyskografia
Albumy oficjalne
- Before the Flood (1974) sygnowany przez Bob Dylan/The Band
- Masterpieces (1978)
- Bob Dylan at Budokan (1979)
- Biograph (1985)
- The Bootleg Series Volumes 1–3 (Rare & Unreleased) 1961–1991 (1991)
- The Essential Bob Dylan (2000)
- The Bootleg Series Vol. 5: Bob Dylan Live 1975, The Rolling Thunder Revue (koncertowy) (2002)
- Dylan (2007)

Bootlegi
- A Tree with Roots. The Genuine Basement Tape Remasters (CD 3)
- Seven Years of Bad Luck
- Through a Bullet of Light
- The Witmark Years

## Wykonania piosenki przez innych artystów
- Nina Simone – Blues (1967); Essential Nina Simone (1967); To Love Somebody (1969); Here Comes the Sun (1971); Artistry of Nina Simone (1982); Best of Nina Simone (1989); Nina Simone (1997); Very Best of Nina Simone, 1967–1872: Sugar in My Bowl (1998)
- The Shepherds – Something New (1967)
- Hugues Aufrey – Au Casino de Paris (1968); Aufrey Trans Dylan (1995)
- The Band – Music from Big Pink (1968); The Last Waltz (1978); Anthology (1978); To Kingdom Come (1989); Across the Great Divide (1994); Live at Watkins Glen (1995)
- Joan Baez – Any Day Now (1968); Carry It On (1971); From Every Stage (1976); Vanguard Sessions: Baez Sings Dylan (1998); The Essential Joan Baez: From the Heart – Live (2001)
- Peter, Paul & Mary – Late Again (1968); Flowers and Stones (1990)
- Big Mama Thornton – Stranger That Dirt (1968)
- Joe Cocker – With a Little Help from My Friends (1969); Long Voyage Home (1995); Connoisseur’s Cocker (1997)
- Hamilton Camp – Welcome to Hamilton Camp (1969)
- Marc Ellington – Marc Ellington (1969)
- Marmalade – There’s a Lot to Talk About (1969)
- Black Velvet – Love City (1969)
- The Brothers & Sisters of Los Angeles – Dylan’s Gospel (1969)
- The Free – The Funky Free (1969)
- The Box Tops – singiel (1969)
- Pearls Before Swine – These Things Too (1969); Jewels Were the Stars (2003)
- Rick Nelson – In Concert (1970); Rick Nelson: 1969–1976 (1995)
- Bill Haynes – I Shall Be Released (1970)
- Rabbi Abraham Feinberg – I Was So Much Older Then (1970)
- Peter Isaacson – Sings the Songs of Dylan, Donovan (1971)
- Punch – Punch (1971)
- Marjoe Gartner – Bad But Not Evil (1972)
- Telly Savalas – Telly (1972)
- Youngbloods – Night on a Ridge Top (1972)
- The Rivals – I Shall Be Released (1972)
- Bette Midler – Bette Midler (1973); Divine Madness (1980)
- Morgan Brothers – Mixing It Up Good (1974)
- Earl Scruggs – Rockin’ Thru the Country (1974); Live at Austin City Limits (1977); Artist’s Choice: The Best Tracks (1998)
- Bridge – Bridge (1975)
- Ishan People – Roots (1976)
- Marjo Snyder – Let the Sun Shine (1976)
- Happy Traum – Bright Morning Star (1980)
- Srangen Dren – singiel (1986)
- The Flying Burrito Brothers – Farther Along: Best of the Flying Burrito Brothers (1988); Out of the Blues (1996)
- Box Tops – Ultimate Box Tops (1989); Best of the Box Tops: Soul Deep (1996)
- Jerry Garcia Band – Jerry Garcia Band (1991)
- Miriam Makeba (z Niną Simone) – Eyes on Tomorrow (1991)
- Judy Mowatt – Rock Me (1993)
- Terrance Simien – There’s Room for Us (1993)
- Mahotella Queens – Woman of the World (1993)|
- Chrissie Hynde na albumie Boba Dylana i różnych wykonawców The 30th Anniversary Concert Celebration (1993)
- Heptones – Sea of Love (1995)
- Elvis Presley – Walk a Mile in My Shoes (1995)
- Hollow Reed – Hollow Reed (1997)
- The Tremeloes – Very Best of Tremeloes (1997)
- Jimmy D. Lane – Long Gone (1997)
- Two Approaching Riders – One More Cup of Coffee (1997)
- Moti – Evolution (1997)
- The Paragons – Sing the Beatles and Bob Dylan (1998)
- The Hollies – Hollies Sing Dylan (1999)
- Mike Mullins and Davis West na albumie różnych wykonawców Pickin’ on Dylan (1999)
- Kevin Kinney – The Flower and the Knife (2000)
- Michel Montecrossa – Jet Pilot (2000)
- 2 of Us – From Zimmermann to Genghis Khan (2001)
- Dylanesque – Basement Fakes (2001)
- Jeff Buckley – Live at Sin-é (2003)
- Todd Rubenstein – The String Quartet Tribute to Bob Dylan (2003)
- Paul Weller – Fly on the Wall (2003)
- Mighty Diamonds na albumie różnych wykonawców Blowin’ in the Wind: A Reggae Tribute to Bob Dylan (2003)
- Martyna Jakubowicz – Tylko Dylan (2005)